# مركز إدارة الأزمات والطوارئ
إن مركز إدارة الأزمات والطوارئ (CEMAC) هو مركز تميز بلجيكي نشط في مجالات التخطيط لحالات الطوارئ وإدارة الأزمات واتصالات الأزمات. وتشمل أنشطته البحث والتطوير، والاستشارات والتدريب وإدارة المعلومات. يشمل المركز أيضًا الدورة الكاملة لإدارة الأزمات و: التخفيف والتعافي منها والتخطيط والاستجابة لها.

## وصلات خارجية
- CEMAC Home Page
- Generic Belgian crisis management portal site